# Programa de transmigração
O programa de transmigração (em indonésio: transmigrasi) foi uma iniciativa do governo indonésio para mover as pessoas sem terra de áreas densamente povoadas da Indonésia para áreas menos populosas do país. Isto envolveu o deslocamento de pessoas de forma permanente a partir da ilha de Java, mas também a um menor grau de Bali e Madura, a áreas menos densamente povoadas, incluindo Papua, Kalimantan, Sumatra e Sulawesi.
O propósito declarado do programa foi a redução da pobreza e a superpopulação considerável em Java, para proporcionar oportunidades de trabalho para as pessoas pobres, e para fornecer uma força de trabalho para melhor utilizar os recursos naturais das ilhas exteriores. O programa, no entanto, tem sido controverso, com críticos acusando o governo indonésio de tentar usar esses migrantes para reduzir a proporção das populações nativas em áreas de recepção, enfraquecendo assim a movimentos separatistas. O programa tem sido freqüentemente citado como um fator importante e contínuo em controvérsias e até mesmo conflitos e violência entre colonos e indígenas.

## História

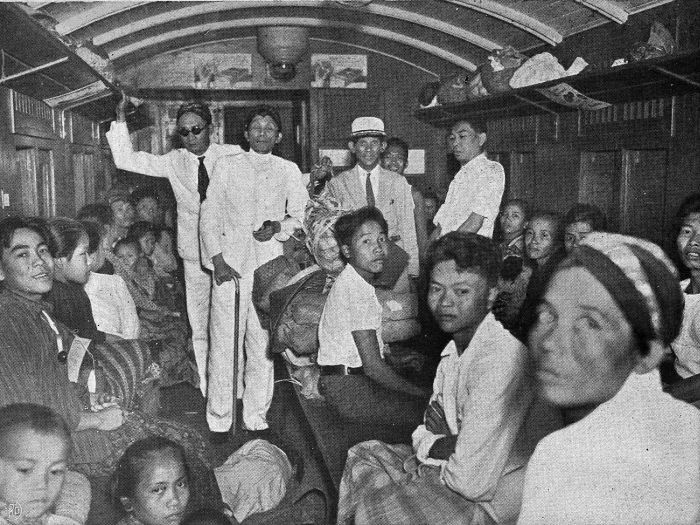
O regente (governador) de Blitar com transmigrantes no comboio a caminho de Surakarta (cerca de 1930)

O movimento político de deslocamento de pessoas foi inaugurado pelo governo colonial das Índias Orientais Neerlandesas no início do século XX para reduzir a superlotação de Java e para prestação de trabalho para as plantações de Sumatra. Este programa foi reduzido nos últimos anos do período colonial. Foi reativado após a independência, devido à escassez de alimentos e as dificuldades econômicas do período Sukarno (1945-1965). Entre 1903 e 1990, segundo o Banco Mundial, o Transmigrasi deslocou cerca de 3,6 milhões de pessoas.
Sob Suharto, o programa foi continuado e alargado, em particular para a província da Papua (Nova Guiné Ocidental). No seu auge entre 1979 e 1984, cerca de 535 mil famílias, ou cerca de 2,5 milhões de pessoas migraram dentro do Transmigrasi. Teve um impacto significativo sobre a demografia das áreas afetadas. Em 1981, 60% dos 3 milhões de pessoas na província de Lampung, no Sul de Sumatra eram transmigrantes. Em 2002, estimam de 75.200 o número de famílias de transmigrantes em Irian Jaya, cerca de 375 000 pessoas. 
Durante a década de 1980, o programa foi financiado pelo Banco Mundial e o Banco Asiático de Desenvolvimento e através de programas de ajuda bilateral. O Banco Mundial apoiou sete projetos no programa de transmigração para um total de 560 milhões. 

### Geral
- Hardjono, J. 1989. The Indonesian transmigration program in historical perspective. International migration 26:427-439.
- Hollie, Pamela. 1981. Jakarta fights overcrowding Bali and Java. The New York Times January 11.
- Rigg, Jonathan. 1991. Land settlement in Southeast Asia: the Indonesian transmigration program. In: Southeast Asia: a region in transition. London: Unwin Hyman. 80-108.
- MacAndrews, Colin. 1978. Transmigration in Indonesia: prospects and problems. Asian Survey 18(5):458-472.